# Chapelle Notre-Dame-de-la-Santé
La chapelle Notre-Dame-de-la-Santé est une chapelle catholique édifiée vers 1500 à l'entrée du Pont-Vieux de Carcassonne.

## Histoire
Une première chapelle disparue, bâtie en 1397, était à l'origine destinée à accueillir les pèlerins des chemins de Saint-Jacques hébergés dans un hospice attenant.
En 1497, Pierre Jauffre, riche bourgeois de Carcassonne, laisse en legs une somme destinée à la construction d'une petite église. Les travaux démarrent dans les années suivantes,.
En 1527, Jean de Saix laisse à son tour en legs 4 000 livres destinées à la construction de logements destinés aux pestiférés et permet l'agrandissement de l'église mitoyenne de l'hospice,. Sa façade présente une balustrade sculptée présentant une rangée de gargouilles.
Vers la fin du XVIe siècle, l'édifice est allongé vers le fleuve (l'Aude).
Au XVIIIe siècle, une sacristie dominant 6 mètres au-dessus du niveau du fleuve est ajoutée.
Durant la Révolution française, l'édifice est déclaré bien national et confisqué par l'État. Il est vendu en 1796 et devient une maison particulière. De nombreux travaux sont réalisés : un étage est ajouté, les fenêtres modifiées, de nombreux éléments décoratifs sont détruits.
Vers le milieu du XIXe siècle, l'évêque François Alexandre Roullet de La Bouillerie décide de racheter l'édifice pour 5 000 francs et de le restaurer. La messe y est célébrée pour la première fois depuis la Révolution en 1857,.
Classé monument historique en 1932, l'édifice est peu entretenu et se délabre jusqu'en 1975 ou une grande campagne de restauration (toit, murs, cadres des fenêtres, vitraux et éclairage) redonne partiellement à la chapelle son aspect original. Une nouvelle couverture en tuiles creuses remplace ou recouvre la terrasse dallée originale, entourée d'une balustrade et cantonnée de pinacles dérasés.

## Style
La chapelle fut remaniée plusieurs fois depuis sa construction. Bien que construite durant la Renaissance, la chapelle est bâtie dans le style gothique flamboyant.

### Portail
Le portail à voussures était couvert de riches motifs et arborait le blason de Jean de Saix (« d'azur à deux fasces d'or accompagnées de six étoiles du même, trois en chef, deux en fasce et une en pointe »), aujourd'hui largement effacé.

### Intérieur
La chapelle présente des voûtes à liernes et tiercerons. Le chevet polygonal à nombreuses arêtes termine une nef à deux travées. Le chœur à trois pans est éclairé par des fenêtres à lancettes.
Deux statues de Vierge à l'Enfant sont exposées : la première en marbre blanc de Caunes date du XVIe siècle. Cachée par une habitante lors de la nationalisation de la chapelle à la Révolution, elle est rendue à l'église en 1857. L'autre statue, polychrome, date du XIXe siècle et est l'œuvre du sculpteur Auguste Perrin.

## Galerie

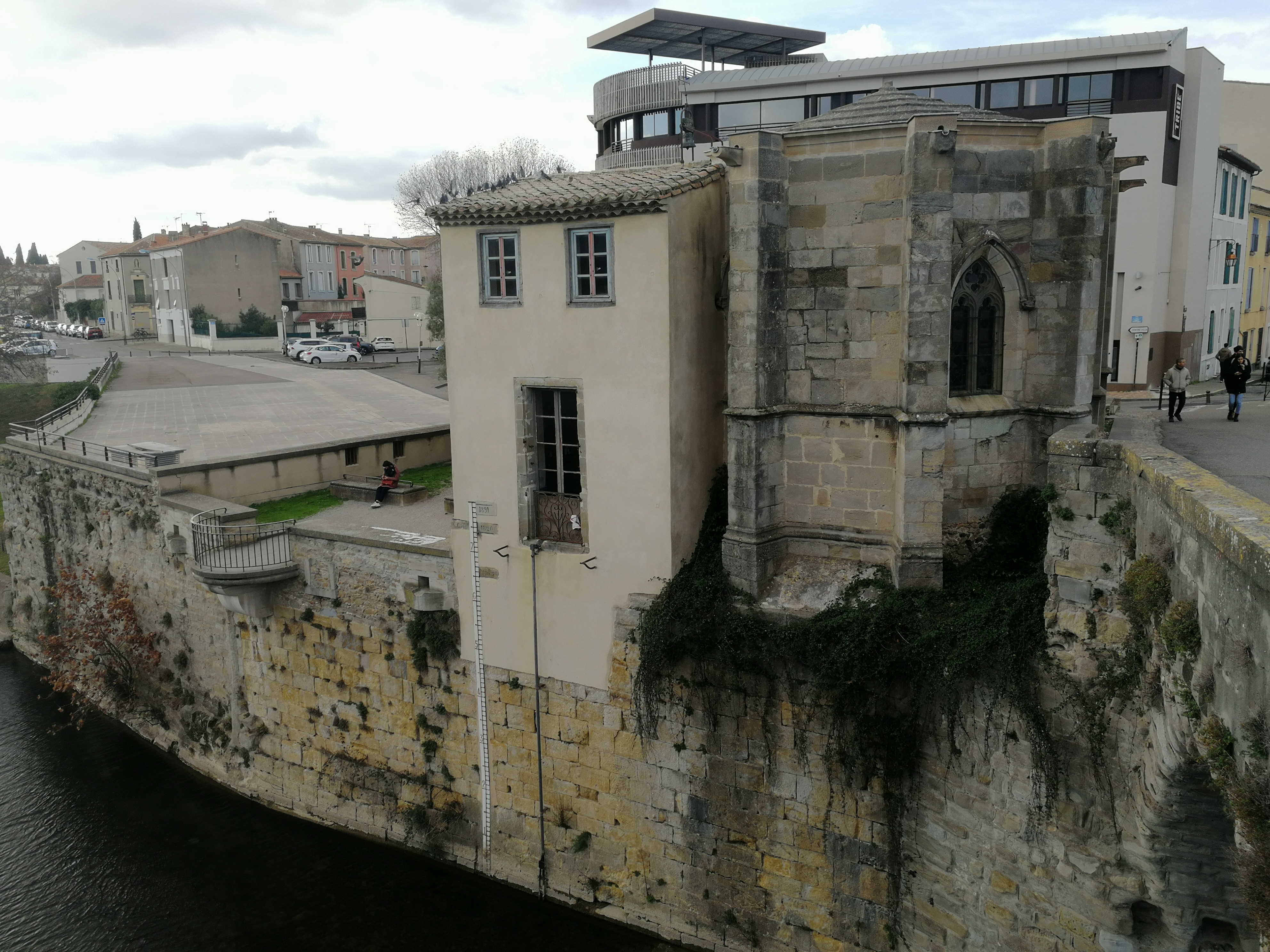
Chapelle et sacristie vues depuis le Pont-Vieux
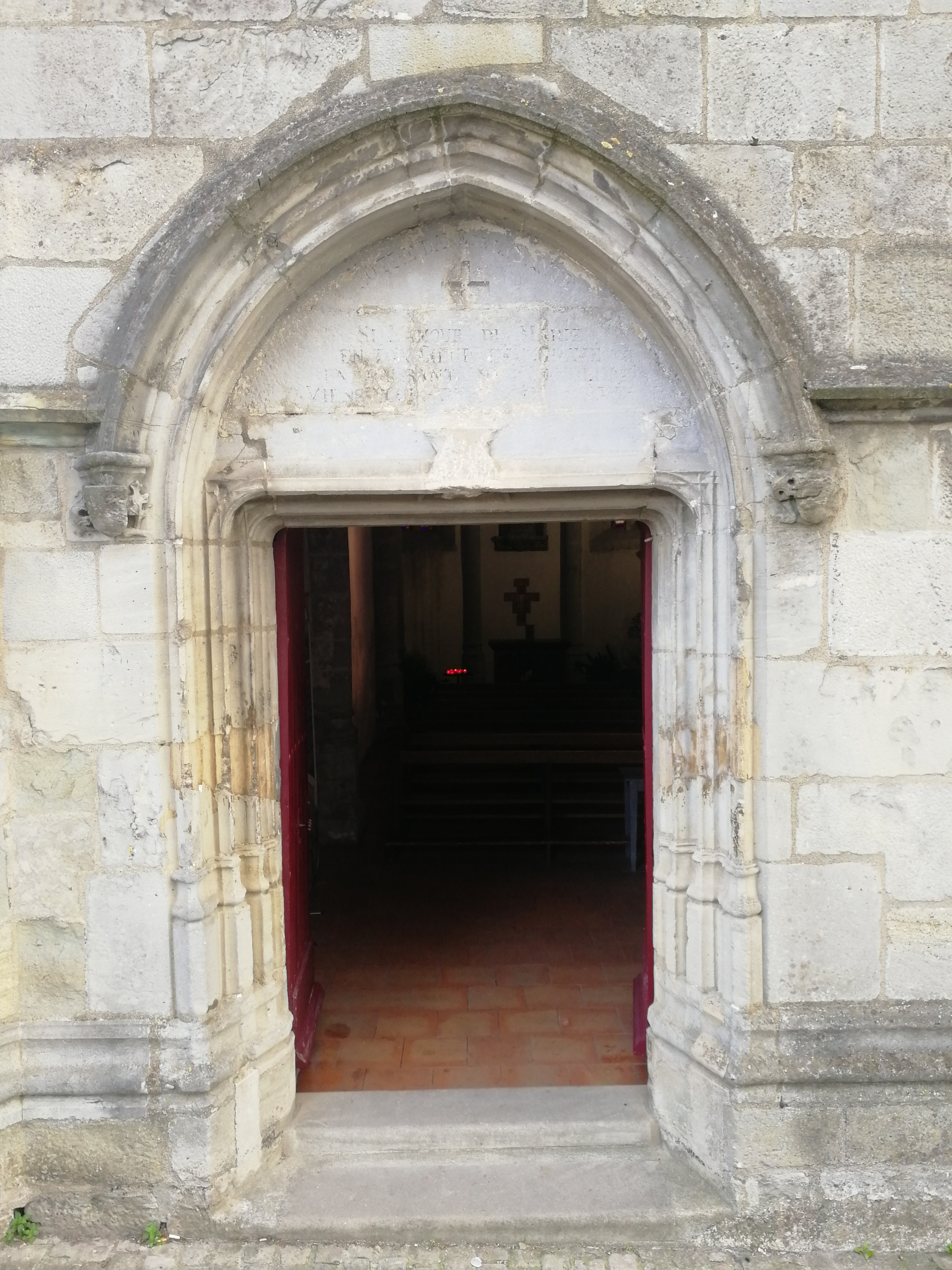
Portail à voussures présentant les armes de Jean de Saix au niveau du cul-de-lampe gauche
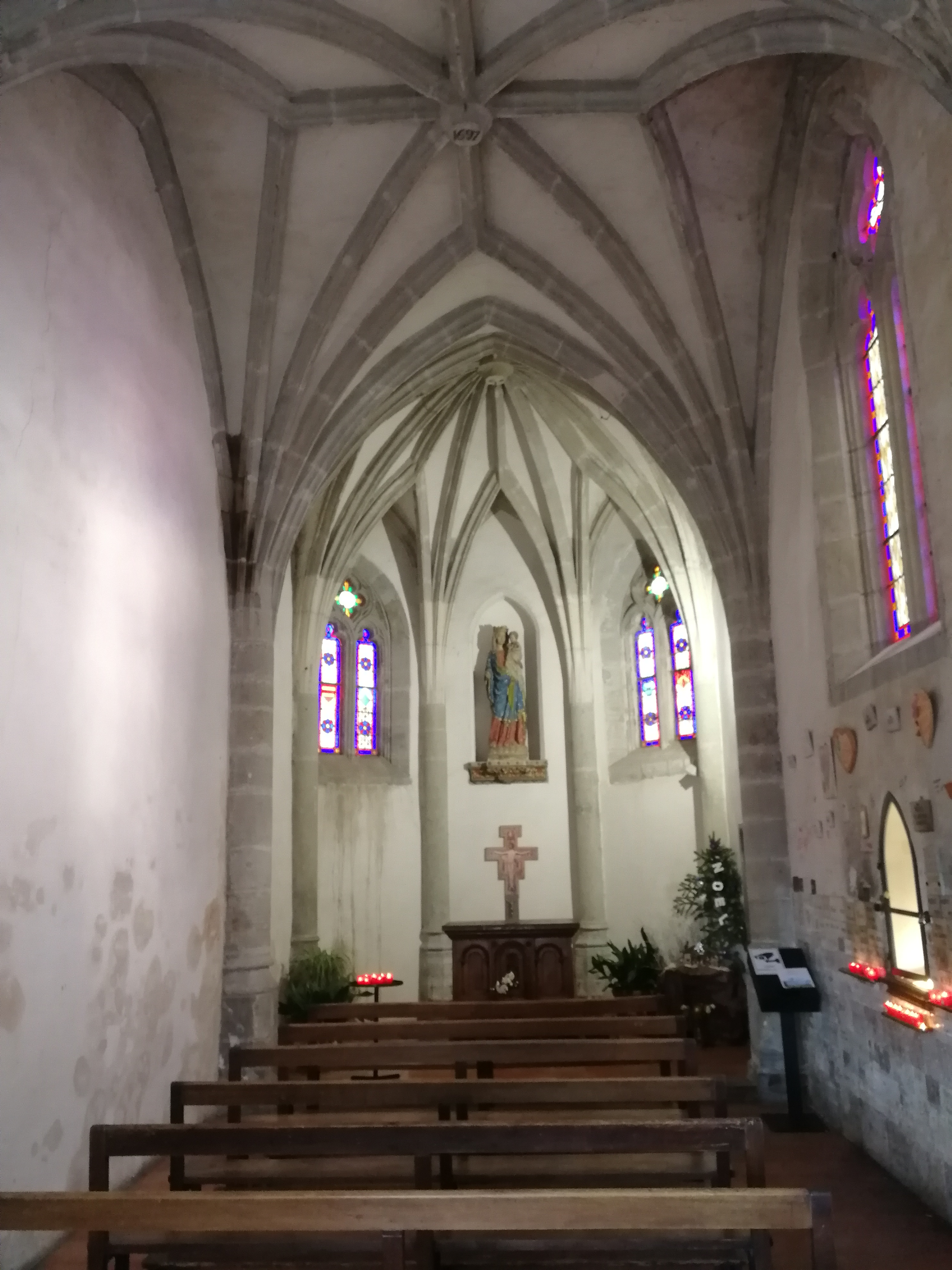
Voutes intérieures
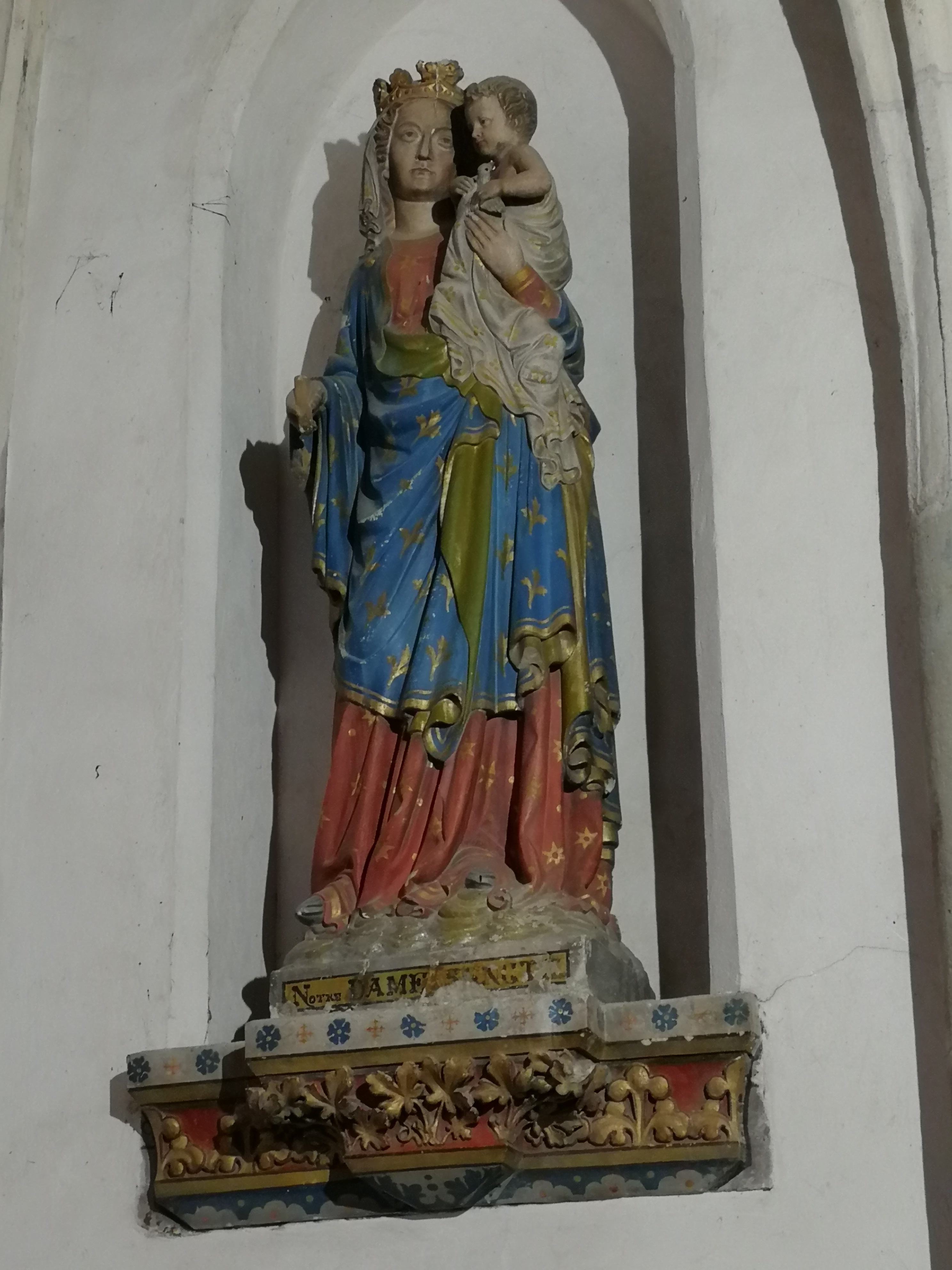
Vierge à l'Enfant d'Auguste Perrin (XIXe siècle)
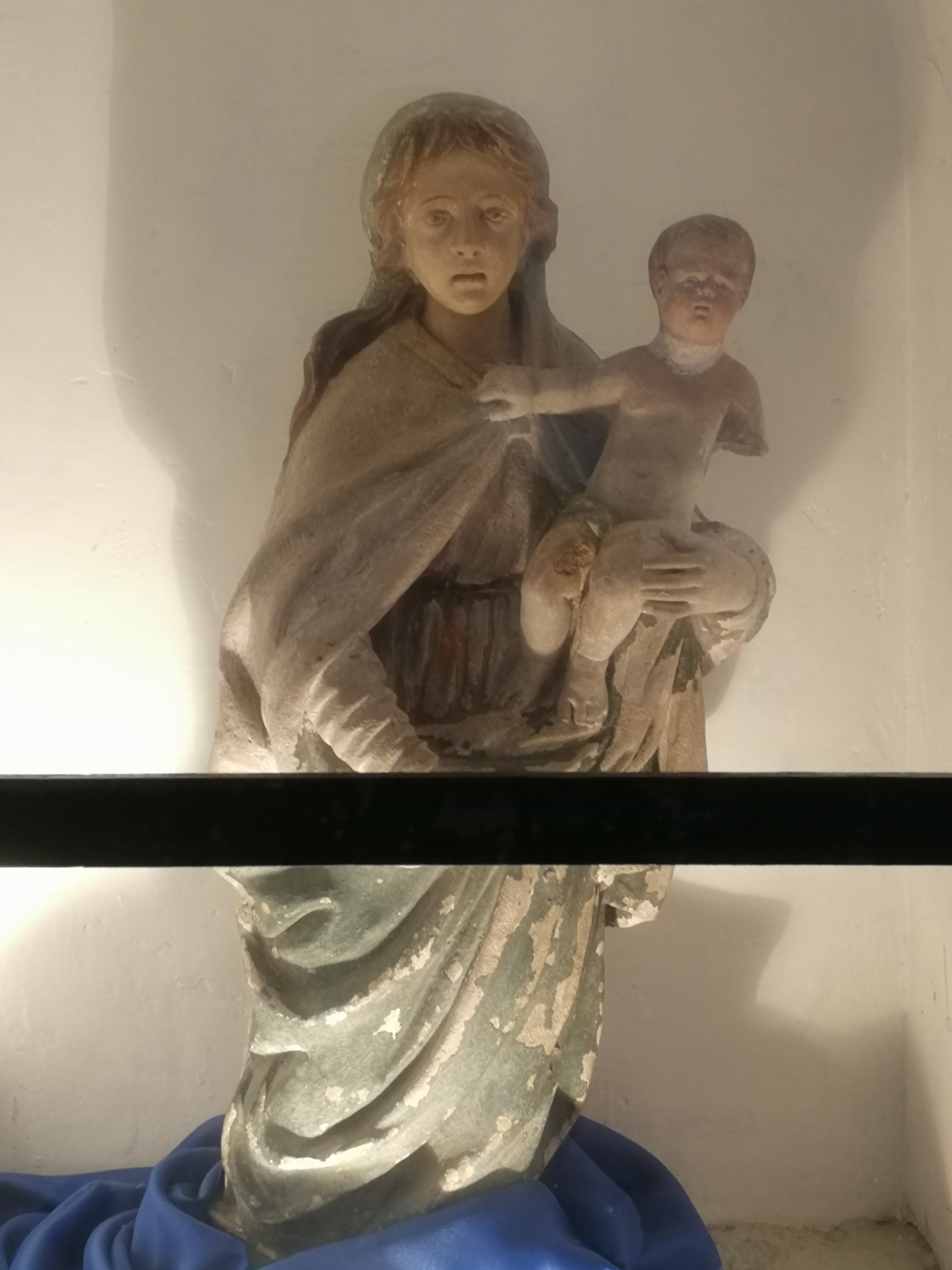
Vierge à l'Enfant en marbre blanc de Caunes (XVIe siècle)
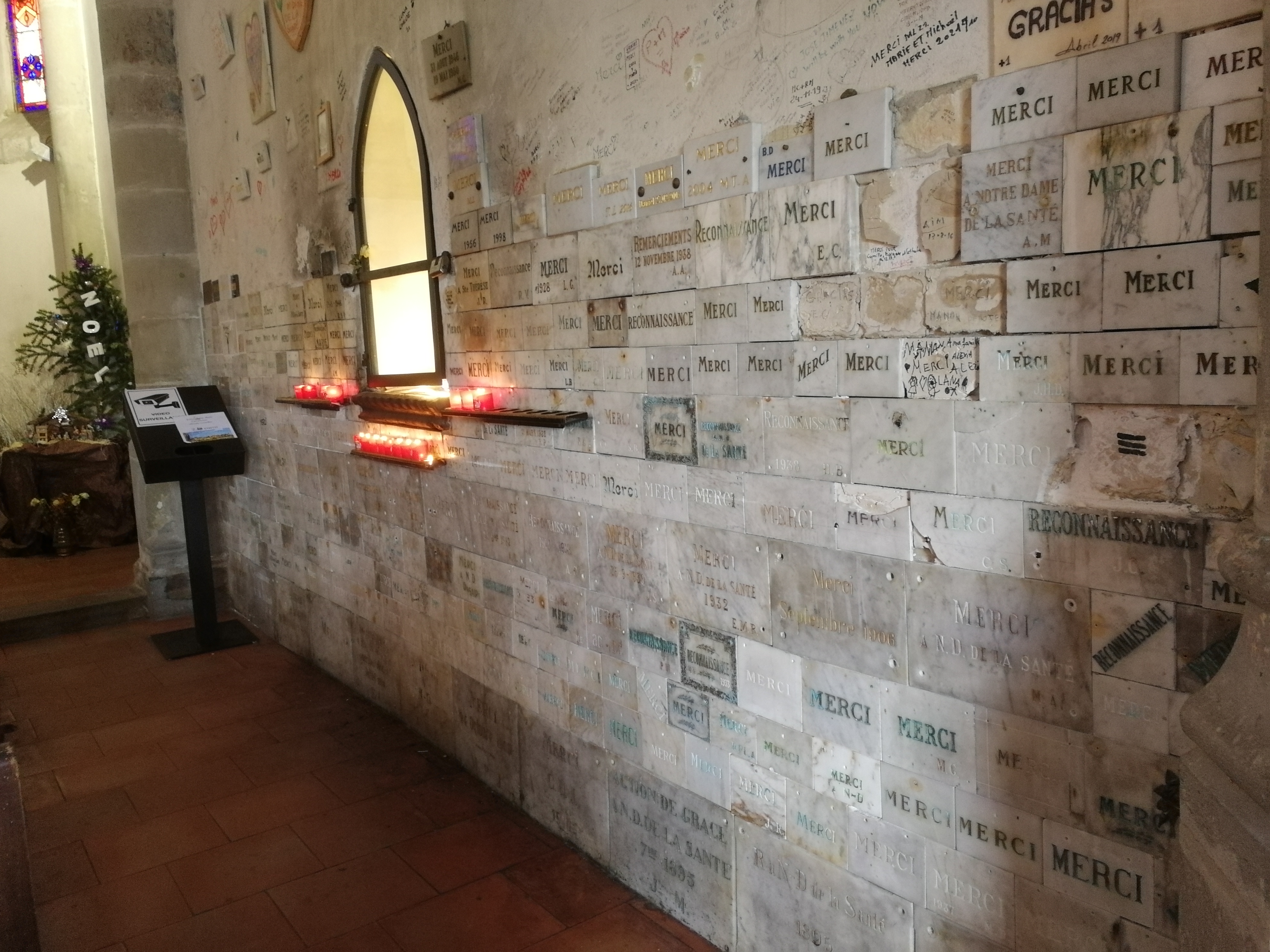
Ex-voto